# Helius gracillimus
Helius gracillimus är en tvåvingeart som beskrevs av Alexander 1938. Helius gracillimus ingår i släktet Helius och familjen småharkrankar. Inga underarter finns listade i Catalogue of Life.